# Helena von Dänemark
Prinzessin Helena von Dänemark (* um 1180; † 22. November 1233 in Lüneburg) war Erbin von Garding und durch Heirat Herzogin von Lüneburg. Sie ist die Stammmutter aller späteren Welfen.

## Leben
Helena wurde als jüngste Tochter des dänischen Königs Waldemar I. des Großen (1131–1182) aus dem Haus Estridsson und seiner Gattin Fürstin Sophia von Minsk (1141–1198) geboren. Sie war Schwester der dänischen Könige Knut VI. und Waldemar II. und der französischen Königin Ingeborg.
Im Sommer 1202 heirateten Prinzessin Helena und Herzog Wilhelm von Lüneburg (1184–1213) in Hamburg, somit war sie Schwiegertochter des sächsischen Herzog Heinrich des Löwen und seiner englischen Gattin Prinzessin Mathilde und trug den Titel Herzogin Helene von Lüneburg. Aus der Ehe ging ein Sohn hervor, der spätere Herzog von Braunschweig-Lüneburg, Otto I. das Kind (1204–1252). Nach dem frühen Tod ihres Gatten, Herzog Wilhelm, im Jahre 1213 übernahm ihr Schwager Kaiser Otto IV. mit ihr die Herrschaft über Lüneburg, bevor ihr und Wilhelms Sohn Otto diese antreten konnte. Letzterer wurde 1223 von seinem Onkel Heinrich dem Älteren zum Erben des welfischen Allodialbesitzes eingesetzt.
Herzogin Helene wurde im Benediktinerkloster St. Michaelis in Lüneburg begraben.